# جيمس جوزيف
جيمس جوزيف (بالإنجليزية: James Joseph)‏ هو لاعب كرة قدم أمريكية أمريكي، ولد في 28 أكتوبر 1967 في فينيكس سيتي في الولايات المتحدة.

## وصلات خارجية
- جيمس جوزيف على موقع مرجع كرة القدم المحترفة.كوم (الإنجليزية)